# Battleships (videojuego)
Battleships es el título internacional de un videojuego, lanzado en 1987,  basado en el clásico juego de mesa Battleship. El objeto del juego es hundir la Flota entera del oponente antes de que el hunda la propia. Se editaron versiones para diversas consolas y plataformas. 